# Protoptila tenebrosa
Protoptila tenebrosa är en nattsländeart som först beskrevs av Walker 1852.  Protoptila tenebrosa ingår i släktet Protoptila och familjen stenhusnattsländor. Inga underarter finns listade i Catalogue of Life.